# Henri de Mecklembourg-Stargard
Henri de Mecklembourg-Stargard, (en allemand Heinrich von Mecklenburg-Stargard), né avant 1412, décédé entre le 26 mai et le 20 août 1466.
Il fut duc de Mecklembourg de 1416 à 1466, prince de Stargard, prince de Strelitz et de Lize.

## Famille
Fils d'Ulrich Ier de Mecklembourg-Stargard et de Marguerite de Poméranie-Stettin.

### Mariages et descendance
Henri de Mecklembourg-Stargard épousa Judith de Mecklembourg-Werle-Waren (†1427), (fille de Nicolas V de Mecklembourg-Werle-Waren).
Veuf, Henri de Mecklembourg-Stargard épousa en 1428, Adélaïde de Poméranie (fille de Bogusław VIII de Poméranie).
Deux enfants sont nés de cette union :
- Ulrich II de Mecklembourg-Stargard

- Marguerite de Mecklembourg-Stargard, elle épousa en 1451 le duc Éric II de Poméranie (†1474).

De nouveau veuf, Henri de Mecklembourg-Stargard épousa en 1451 Marguerite de Brunswick-Lunebourg (†1512), (fille du duc Frédéric II de Brunswick-Lunebourg).
Deux enfants sont nés de cette union :
- Madeleine de Mecklembourg-Stargard (†1532), en 1475, elle épousa Vratislav X de Poméranie (†1478)

- Anne de Mecklembourg-Stargard (1465-1498), elle entra dans les ordres.

## Biographie
Henri de Mecklembourg-Stargard naquit avant 1412. En 1436, il régna avec son cousin Jean III de Mecklembourg-Stargard et Henri IV de Mecklembourg sur la principauté de Werle. En 1438, date du décès de Jean III de Mecklembourg-Stargard, il régna sur une partie du duché de Mecklembourg-Stargard. Henri de Mecklembourg-Stargard fut probablement inhumé au monastère de Wanska.

## Généalogie
De la lignée de Mecklembourg-Stargard, Henri de Mecklembourg-Stargard appartient à la première branche de la Maison de Mecklembourg. Cette lignée s'éteignit avec son fils Ulrich III de Mecklembourg-Stargard en 1471.